# جونكو كاوادا
جونكو كاوادا (باليابانية: 河田純子؛ بالكانا: かわだ じゅんこ) هي مغنية يابانية، ولدت في 22 نوفمبر 1974 في أكيتا في اليابان.

## وصلات خارجية
- جونكو كاوادا على موقع ميوزك برينز (الإنجليزية)
- جونكو كاوادا على موقع ديسكوغز (الإنجليزية)